# Tandes
Tandes é um kecamatan (subdistrito) da cidade de Surabaia, na Província Java Oriental, Indonésia.

## Keluharan
Tandes possui 12 keluharan:
- Gedangasin
- Tandes Lor
- Tabanan
- Gadel Gadel
- Tandes Kidul
- Karangpoh
- Balongsari
- Bibis
- Manukan Wetan
- Buntaran
- Manukan Kulon
- Banjarsugihan